# Dodge Intrepid ESX
Les voitures prototypes Dodge Intrepid ESX sont le résultat de la réponse de 1993 de la Chrysler Corporation à un défi lancé par le président américain Bill Clinton pour produire un véhicule capable de répondre aux demandes du consommateur moderne, tout en atteignant un niveau sans précédent de 80 miles par gallon US (2,9 litres au 100 km; 96,1 miles par gallons impériaux) en termes d'économie de carburant. Le projet PNGV (pour Partnership for a New Generation of Vehicles) s'adressait aux trois grands constructeurs automobiles américains.

## ESX I (1996)
La première tentative faite par Chrysler pour moins de 80 miles par gallon a été désignée l'Intrepid ESX. L'ESX I, bien qu'hybride en série, utilisait ce qui pourrait être considéré comme une «technologie conventionnelle». Chrysler a investi environ 3 millions de dollars américains dans le projet, ils ont utilisé des matériaux exotiques dans la construction: le modèle était au prix de près de 90 000 dollars; 70 000 $ de plus que l'Intrepid de base de la même année. L'ESX a été conçu par Bob Boniface, qui est allé sur la conception de la Dodge Intrepid de production de 1998.
Le moteur est dérivé d'un système de propulsion à entraînement hybride de série destiné à utiliser 40% de l'énergie potentielle de l'essence à un régime optimal (une voiture typique n'utilise que 15% de l'énergie potentielle de l'essence en raison de larges plages de régimes). La voiture était propulsée par un moteur diesel turbocompressé VM Motori à trois cylindres de 1,8 L, dont l'énergie était détournée vers une batterie de 180 lb (82 kg), 300 V TMF développée par Bolder Technologies à Golden, au Colorado et deux batteries électriques refroidies à l'huile. Les moteurs électriques faisaient également partie du système de récupération au freinage, où l'énergie normalement perdue par les freins à disque rechargeait les batteries.

## ESX II (1998)
La deuxième série de la gamme ESX a terminé les tests en 1998 et a apporté plusieurs améliorations par rapport à son prédécesseur.
L'ESX II a été surnommé "mybrid" (hybride léger) car sa dépendance à l'énergie électrique ne dépendait pas fortement de la batterie. Ce système contenait deux moteurs fonctionnant en parallèle: un moteur diesel à injection directe de 1,5 L de 74 ch et un moteur électrique à induction AC de 20 ch. Associés aux groupes motopropulseurs, il y avait une transmission manuelle à 5 vitesses à déplacement électronique, une batterie au nickel-hydrure métallique et un équipement de contrôle comprenant des composants du programme de voitures de course hybrides Patriot. La puissance principale provenait du moteur diesel. Le moteur électrique chargeait les batteries, ajoutait de l'accélération et alimentait la marche arrière.
Pour réduire les coûts et le poids, Chrysler a équipé la voiture d'une carrosserie thermoplastique non peinte fixée à un cadre en aluminium. La forme avait une faible traînée aérodynamique. À l'intérieur, la garniture était en fibre de carbone et les sièges avec des cadres en tube. Le coût final: seulement 15 000 $ de plus qu'une Intrepid ordinaire, soit environ 37 000 $.

## ESX III (2003)
Les progrès de l'ESX III en matière d'efficacité énergétique et de coûts découlent de plusieurs améliorations technologiques majeures: le groupe motopropulseur hybride léger (ou «mybrid») de l'ESX3 combine un moteur diesel efficace, un moteur électrique et une batterie lithium-ion pour atteindre une moyenne de rendement énergétique de 72 miles par gallon US (3,3 litres aux 100 km) (équivalent en essence). C'est deux miles par gallon US de mieux que le rendement énergétique de son prédécesseur, l'ESX2 de 1998, et proche de l'objectif de 80 miles par gallon US (2,9 litres au 100 km; 96,1 miles par gallons impériaux) des PNGV.
Une Electro-Mechanical Automatic Transmission (EMAT) développée par les ingénieurs de DaimlerChrysler offre le rendement énergétique d'une transmission manuelle avec la commodité d'une automatique.
La carrosserie légère utilise des thermoplastiques moulés par injection pour obtenir des améliorations significatives en termes de poids et de coût. L'ESX3 ne pèse que 2 250 livres (1020 kg) tout en répondant à toutes les normes de sécurité fédérales et en offrant l'habitabilité et le confort d'une berline familiale d'aujourd'hui. L'ensemble du véhicule est recyclable à plus de 80%.
Une refonte totale des systèmes électroniques et électriques de la voiture a permis de réduire de plusieurs kilos le poids de l'électronique tout en fournissant des commandes pour le conducteur, des indicateurs de surveillance et de diagnostic du véhicule, des systèmes audio et vidéo et un ensemble de télémétrie.
Il n'est pas prévu de produire des véhicules de la série ESX; la plaque signalétique Intrepid a été retirée et Dodge n'a aucun projet immédiat pour produire une berline hybride.